# Афіла
Афіла (*д/н — 310) — цар Аксуму в 300—310 роках.

## Життєпис
Спадкував трон у 300 році після смерті царя Ендубія. Відомий із карбованих ним монет, які характеризуються особливістю зображенням на аверсі, що випускалися з часткою ваги, яку ніхто з його наступників не копіював. Випустив найменші золоті монети, що коли-небудь карбувалася в країнах на південь від Сахари, еквівалентні 1/16 давньоримського ауреусу. На аверсі цієї монети зображено його портрет, півмісяць і диск, що символізують дохристиянські вірування Аксуму та усхожості з монетами Сабейського царства. На реверсі зображено його ім'я і титул давньогрецькою мовою. У літері «А» відсутня горизонтальна перекладина, але замість них є крапка, розташована під ними.
На срібній монеті портрет Афіли зображено як на лицьовому, так і на зворотному боці з диском і півмісяцем (вгорі). На реверсі представлена відмінна риса карбування монет аксумітов: золочення. Портрет на реверсі позолочений.
Хантінгфорд припускає, що саме він був правителем, який встановив анонімний напис в Адулісі, відомий як Monumentum Adulitanum.Помер 310 року. Йому спадкував Вазеба I.